# Telluurdioxide
Telluurdioxide (TeO2) is een oxide van telluur, dat gevormd wordt bij de verbranding van telluur in de lucht. Het is een witte, kristallijne vaste stof.

## Synthese
Telluurdioxide kan bereid worden door oxidatie van telluur met zuurstofgas:
{\displaystyle {\ce {Te + O2 -> TeO2}}}
Commercieel wordt het bereid door oxidatie van telluur met salpeterzuur bij 400 °C:
{\displaystyle {\ce {3Te + 4HNO3 -> 3TeO2 + 4NO + 2H2O}}}

## Kristalstructuur
Telluurdioxide komt voor als twee kristalstructuren: tetragonaal en orthorombisch. De orthorombische vorm komt in de natuur voor als het mineraal telluriet, de tetragonale als paratelluriet. Tetragonaal telluurdioxide behoort tot ruimtegroep P41212 en heeft als eenheidscelparameters a = 480 en c = 761 pm.

## Reacties
Telluurdioxide lost zeer slecht op in water en vormt daarbij tellurigzuur:
{\displaystyle {\ce {TeO2 + H2O <=> H2TeO3}}}
Het evenwicht van deze reactie ligt echter sterk naar links (de evenwichtsconstante is dus zeer klein). Het daarbij ontstane tellurigzuur is zwak amfoteer en reageert met sterke zuren tot telluur(IV)-zouten:
{\displaystyle {\ce {H2TeO3 + 4HCl -> TeCl4 + 3H2O}}}
Reactie met basen leidt tot vorming van waterstoftelluraten (HTeO3−) of telluraten (TeO32−):
{\displaystyle {\ce {H2TeO3 + OH- <=> HTeO3- + H2O <=> TeO3^2- + H3O+}}}

## Toepassingen
Telluurdioxide is ook een tussenproduct bij de terugwinning van metallisch telluur uit zogenaamd anodeslib van de elektrolytische koperbereiding. Dit anodeslib bevat 1 tot 8% telluur.
Telluurdioxide wordt verder ook gebruikt voor de bereiding van telluurzuur en telluurzouten; in katalysatoren voor organische reacties, bijvoorbeeld de alkylering van fenolen, als pigment in keramiek en glas en als speciaal glas voor akoesto-optische apparatuur (modulatoren en deflectoren van laserstralen).
Het is ook gebruikt voor de behandeling van (hoofd)huidaandoeningen, met name in anti-roos-shampoo.